# پرونده ۳۹
پروندهٔ ۳۹ (به انگلیسی: Case 39) عنوان فیلم هیجانی، ترسناک است که در سال ۲۰۰۹ اکران شد. کارگردان این فیلم کریستیان آلفارت است.

## بازیگران
- رنی زلوگر در نقش امیلی جنکینز